# Maria Aragão
Maria José Camargo Aragão, mais conhecida por Maria Aragão, (Pindaré-Mirim , 10 de fevereiro de 1910 — São Luís, 23 de junho de 1991) foi uma médica e professora brasileira. Iniciando sua carreira como pediatra, mas fazendo carreira como ginecologista, formando-se em medicina pela Universidade do Brasil, do Rio de Janeiro.
Sua trajetória é marcada pela escolha da ideologia comunista e a defesa dos direitos das mulheres.

## Origens e Formação Educacional
Maria Aragão nasceu em 10 de fevereiro de 1910 no povoado Engenho Central, município de Pindaré-Mirim, interior do Maranhão. Era a terceira de sete filhos de Emídio Aragão, empregado como guarda-fios (linheiro) da Companhia de Telégrafos, e de Rosa Camargo Aragão, dona de casa analfabeta, ambos descendentes de africanos. A família vivia em condição humilde; episódios de fome marcaram a infância de Maria, cuja mãe enfatizava a educação como único caminho para superar a miséria (“A fome só vai desaparecer desta casa se vocês estudarem”, dizia Rosa). Por volta de 1919, buscando melhores oportunidades de estudo para os filhos, Dona Rosa estabeleceu residência fixa em São Luís, capital do estado, apesar das dificuldades financeiras.
Em São Luís, Maria cursou o ensino primário e foi admitida no tradicional Liceu Maranhense, onde concluiu os estudos secundários com desempenho destacado. Seguindo o costume da época para moças, formou-se no Curso Normal (magistério) e habilitou-se como professora normalista por volta de 1927. Ainda na adolescência, porém, já sonhava em tornar-se médica, um desejo incomum para mulheres naquele período, sobretudo para uma jovem negra e de origem humilde no Maranhão do início do século XX.
Aprovada por uma legislação que permitia a aceleração dos estudos, concluiu o curso ginasial em dois anos, o que lhe garantiu o direito de prestar vestibular para Medicina. Entre o fim da década de 1920 e o início dos anos 1930, é possível que tenha lecionado como professora primária para ajudar no sustento da família, sem nunca abandonar o objetivo de entrar na faculdade, apesar das barreiras sociais e do ceticismo que enfrentava.
A juventude de Maria se deu em um contexto de fortes desigualdades sociais, marcado pelo domínio das oligarquias políticas regionais e pela precariedade dos serviços públicos no Maranhão da Primeira República. A experiência com a pobreza, o racismo estrutural e a escassa presença feminina no ensino superior moldaram sua trajetória e reforçaram o ideal de transformar a realidade por meio da educação e do cuidado ao próximo.
Sua escolha pela medicina foi também influenciada por experiências pessoais. Em especial, recordava-se da atitude solidária de um médico que tratou sua família sem cobrar, gesto que a tocou profundamente e fortaleceu seu desejo de combater a dor e o abandono enfrentados pelos mais pobres.

### Formação Educacional (1930-1942)
No início da década de 1930, a saúde frágil da mãe mudou os rumos de Maria Aragão. Em 1934, diante da necessidade de um tratamento médico especializado que não existia no Maranhão, ela acompanhou Dona Rosa Camargo em uma mudança para o Rio de Janeiro. Chegaram à então capital federal em julho daquele ano, mas, pouco tempo depois, sua mãe faleceu em decorrência da doença.
Sozinha e com poucos recursos, Maria decidiu permanecer na cidade para seguir o sonho de estudar Medicina. Ainda em 1934, prestou vestibular e foi aprovada na Faculdade de Medicina da Universidade do Brasil (atual UFRJ). Tinha 24 anos e fazia parte de uma pequena minoria feminina no curso: havia cerca de dez mulheres entre centenas de estudantes, o que destaca seu pioneirismo no ensino superior.
Os anos de graduação (1934–1942) foram marcados por grandes dificuldades. Sem apoio financeiro, Maria Aragão enfrentou privações severas: dormia pouco, passou fome e chegou a cogitar abandonar os estudos. Sobrevivia com a ajuda de um irmão militar e de trabalhos como aulas particulares de português. Durante o curso, desenvolveu grande admiração por professores e médicos com forte senso humanitário, reforçando sua convicção de que a medicina deveria estar a serviço dos mais pobres. Essa visão foi influenciada tanto pela memória do médico que atendeu sua família gratuitamente na infância quanto pela realidade das favelas cariocas que conheceu de perto.
Formou-se em dezembro de 1942, após oito anos de estudos, período que incluiu interrupções e a repetição de disciplinas. Sua formação coincidiu com os anos da Segunda Guerra Mundial, o que agravou a escassez de insumos médicos no Brasil. Não havia, por exemplo, antibióticos disponíveis no início da década de 1940. Recém-formada, optou inicialmente pela Pediatria, especialidade em que começou a atuar ainda em 1943. Em busca de oportunidades, mudou-se temporariamente para o Rio Grande do Sul, onde enfrentou forte preconceito por ser mulher, negra e mãe solteira, situação ainda rara entre os médicos da época. Foi alvo de discriminação no ambiente profissional sul-rio-grandense.
A vida pessoal de Maria foi marcada por uma tragédia em 1944, quando sua única filha, Clarice, de apenas dois anos, faleceu durante uma epidemia de disenteria bacilar. A doença não tinha tratamento eficaz à época, e a perda teve um impacto profundo em sua vida. Como relataria mais tarde, passou a evitar o trabalho com crianças, pois cada paciente infantil lhe trazia de volta a dor da própria perda. Esse trauma a levou a mudar de especialidade. A partir de 1945, passou a atuar em Ginecologia e Obstetrícia, o que representou também uma mudança de perspectiva. A vivência da orfandade, as dificuldades enfrentadas nos estudos, o racismo cotidiano e a perda da filha fortaleceram sua consciência crítica sobre as injustiças sociais e motivaram seu engajamento político, que passaria a caminhar junto com sua atuação médica.

## Trajetória Profissional e Ativismo Político (1945-1964)
O período entre 1945 e 1964 foi central na trajetória profissional e política de Maria José de Camargo Aragão. Tendo retornado ao Maranhão após concluir sua formação médica no Rio de Janeiro, Maria iniciou uma atuação marcada pela conjunção entre o exercício da medicina e o engajamento militante. Este duplo compromisso refletia-se não apenas no conteúdo de suas ações, mas também no estilo como conduzia sua vida profissional e política: com o ideal quase exclusivao à população pobre e ao ideário comunista, que passou a orientar suas escolhas desde que aderiu ao Partido Comunista Brasileiro (PCB) em meados da década de 1940.

Paralelamente, Maria Aragão estabeleceu-se profissionalmente em São Luís como médica dos pobres. Sem cobrar consultas da população carente, atendia em domicílio e muitas vezes recebia apenas o valor do transporte, quando recebia. Montou um pequeno consultório em sua própria residência, mas a renda era baixa, levando colegas médicos a sugerirem que ela buscasse um cargo público de maior estabilidade. Maria recusou veementemente essa ideia, argumentando: 
“Falo mal do governo, critico o governo, coloco no jornal o que ele é e depois vou lá pedir emprego?” 
Deixando claro que não transigiria seus princípios por benefício pessoal. Assim, manteve por anos uma prática médica modesta, sustentada mais pelo idealismo do que pelo retorno financeiro, complementando sua renda com o magistério eventual e ajuda de simpatizantes.
O ingresso de Maria Aragão no PCB se deu em um contexto de reabertura democrática após o fim do Estado Novo. Em 1945, participou de um comício de Luís Carlos Prestes no Rio de Janeiro, um momento decisivo para seu envolvimento formal com o partido. Retornando em seguida ao Maranhão, assumiu o compromisso de organizar o PCB no estado, atuando como uma de suas principais dirigentes. Maria Aragão desempenhou papel fundamental na difusão das ideias comunistas, sobretudo entre trabalhadores urbanos e camponeses, utilizando sua profissão de médica como meio de aproximação e escuta das necessidades populares.
Em São Luís, mergulhou de cabeça no trabalho político: promoveu comícios em praças públicas, discursou nas portas de fábricas, viajou pelos municípios do interior e fundou células do PCB atraindo trabalhadores urbanos e rurais. Graças em parte ao seu esforço de base, o PCB maranhense chegou a contabilizar mais de 2.600 filiados no final da década de 1940, número expressivo que revela a amplitude de sua organização em um estado majoritariamente agrário e conservador.
A projeção pública de Maria Aragão trouxe também a reação feroz dos setores conservadores. Líderes da Igreja Católica no Maranhão, alinhados com as forças políticas tradicionais, lançaram uma campanha difamatória contra “a doutora comunista”. Padres em diversas cidades do interior pregavam contra Maria Aragão nos sermões, atribuindo-lhe rótulos pejorativos: era chamada de “prostituta” e “besta-fera” por desafiar a moral vigente e promover o “ateísmo comunista”. Em algumas localidades, ao saberem da chegada de Maria para comícios, esses clérigos mandavam tocar os sinos em dobre de finados (toque fúnebre), como se uma coisa ruim houvesse ocorrido. Circularam boatos absurdos de que comunistas “comiam criancinhas”, numa tentativa de semear pânico entre populares pouco escolarizados. Em Codó, tradicional cidade do interior maranhense, Maria Aragão chegou a ser apedrejada por um grupo instigado pelo pároco local, episódio que quase colocou sua vida em risco. Essa hostilidade ilustrava o conflito entre, de um lado, a postura laica e revolucionária de Maria Aragão e, de outro, a influência do conservadorismo católico e latifundiário no Maranhão rural dos anos 1950.

## Perseguições, Prisões e Resistência (1951-1978)
Em 1951, Maria Aragão protagonizou um dos episódios mais emblemáticos de sua trajetória ao ser presa pela primeira vez. À época, dirigia o jornal Tribuna do Povo, veículo associado ao PCB que fazia oposição aberta ao grupo político liderado por Vitorino Freire. A repressão intensificou-se após uma greve geral que paralisou setores de São Luís, momento em que a atuação da médica e militante ganhou ainda mais visibilidade. Foi detida sob acusação de subversão, permanecendo encarcerada por mais de dois meses sem julgamento. Sua prisão ocorreu mediante um ardil: foi chamada para atender um falso paciente e, ao sair de casa, foi surpreendida por agentes policiais.
Encarcerada por mais de 80 dias em São Luís, Maria Aragão tornou-se presa política sob acusação de subversão. Não lhe foram permitidas visitas, mas uma onda de solidariedade se formou: diariamente, dezenas de pessoas, incluindo pacientes, colegas médicos, estudantes e mães de família, aglomeravam-se nos corredores da delegacia levando alimentos, água e mensagens de apoio, mesmo sem poder vê-la. Tal mobilização popular revelou o quanto Maria Aragão já era querida e simbolizava esperança para muitos. Seu caso chegou ao conhecimento da direção nacional do PCB, que enviou a São Luís um advogado ligado a Prestes para assumir sua defesa. Sem provas consistentes para mantê-la detida, a justiça mandou soltá-la no início de 1952. Maria Aragão saiu da prisão doente (tinha contraído uma infecção lá dentro) e bastante debilitada, necessitando internação hospitalar. Ainda assim, retomou as atividades assim que recuperada, mais convencida da importância de prosseguir na luta. A prisão de 1951, ao invés de afastá-la da militância, consolidou sua imagem pública de liderança combativa para os movimentos sociais maranhense.
Em 1962, Maria Aragão teve a oportunidade de aprofundar sua formação política internacionalmente. Selecionada pelo PCB, viajou a Moscou, na União Soviética, onde permaneceu por um ano e três meses participando de cursos avançados de teoria política e visitando países do Leste Europeu. Ela voltou ao Maranhão em plena efervescência política: o governo João Goulart (1961-64) sinalizava reformas de base e incorporava comunistas em diálogos, o que dava novo ânimo à militância de Maria Aragão dentro de movimentos de trabalhadores rurais e associações de moradores.
Após retornar ao Maranhão em 1963, Maria Aragão passou a atuar como prestadora de serviços no Posto de Saúde do Anil, administrado pela prefeitura de São Luís. Até então, havia evitado ocupar cargos ligados ao poder público, justificando que tais funções poderiam conflitar com seu compromisso militante. No entanto, aos 53 anos, cedeu à insistência de amigos preocupados com sua estabilidade financeira e decidiu aceitar o convite.
Para assumir a função, estipulou diversas exigências: realizar reuniões com toda a equipe do posto, desde os médicos até os trabalhadores da limpeza; solicitar melhorias na infraestrutura do prédio; e estabelecer um vínculo direto com a comunidade por meio de palestras e visitas regulares aos bairros. Conforme relatado por ela, o prefeito acatou suas condições, embora duas médicas da equipe tenham recusado trabalhar nos moldes propostos. Anos depois, o Posto de Saúde do Anil viria a se tornar referência em São Luís.

Durante as palestras promovidas nos bairros pela equipe do posto, Maria abordava temas como educação, as condições das escolas, saneamento básico e transporte coletivo, incentivando os moradores a reivindicarem melhorias para o bairro. Pouco depois do golpe militar de 1964, foi detida pela segunda vez, em sua residência, no dia 5 de abril.
"Logo nos primeiros dias do golpe, nós havíamos orientado os jovens para não revelarem quem eram os comunistas [...]. Mesmo se perguntassem se conhecia Maria Aragão, que publicamente se declarava comunista, deveriam dizer que me conheciam como médica [...]. De qualquer modo a reação sabia que eu trabalhava com os jovens, e de maneira errada porque fazia isso abertamente, na ilusão de que a legalidade estava prestes a vir para o Partido e agíamos como se houvesse essa legalidade, antes do golpe" 
Durante a década de 1970, prosseguiu com seu trabalho de base no Posto de Saúde do Anil, organizando palestras com moradores do bairro e de áreas próximas sobre questões sociais do cotidiano. Nessa mesma década, assumiu a direção do posto e foi nomeada médica do governo estadual, sendo lotada no Centro de Saúde do João Paulo. Aposentou-se compulsoriamente em 1981.
O posto de saúde do Anil se consolidou como referência para a gestão municipal. Em determinado evento, com a presença de representantes do Ministério da Saúde, o secretário municipal elogiou publicamente os resultados obtidos. Ao tomar a palavra, Maria surpreendeu ao afirmar que não trabalhava para o governo, mas para o povo, e declarou-se comunista, causando constrangimento aos presentes.
Em 1973, aos 63 anos, foi novamente presa e levada para Fortaleza, onde permaneceu detida por sete meses. Foi libertada em dezembro daquele ano. Julgada em 1976, recebeu a sentença de um ano e dois meses de prisão e voltou a ser encarcerada em 1977 para cumprimento do restante da pena.
A pesquisadora Márcia Antonia Piedade Araújo teve acesso ao requerimento de prisão preventiva da médica, datado de 13 de março de 1973, preservado no acervo do Departamento de Ordem Política e Social (DOPS), no Rio de Janeiro. 
Nele aparece com os condinomes de Clarice e Clara […]. O objetivo criminal do requerimento é a apuração de atividades subversivas de militantes ativos do PCB na área Norte/Nordeste [...]. Há referencias diretas sobre a vida profissional e política de Maria Aragão e dados de identificação; são citadas suas atribuições no Partido Comunista, a saber: distribuidora do Jornal A voz Operária em São Luís e no interior do estado, e ainda do Tribuna do Povo, órgão do PCB em São Luís, e representante da editora Vitória (também do PCB); enfim é caracterizada como militante ativista.
Maria Aragão raramente falava sobre episódios de tortura, mas chegou a revelar que foi submetida a essa violência durante a prisão, limitando-se a mencionar "choques elétricos" e "olhos vendados" durante os interrogatórios. Tais experiências foram retratadas na peça A Besta Fera – Biografia Cênica de Maria Aragão, encenada pelo Grupo Xama Teatro em 2008, que dramatizou episódios marcantes de sua vida, especialmente o período de reclusão.

## Redemocratização, Prestismo e Vida Pública Final (1979-1991)
Com a abertura política no final dos anos 1970, Maria Aragão voltou a atuar publicamente. A Lei da Anistia de 1979 permitiu o retorno legal de militantes perseguidos, mas o PCB enfrentava divisões internas. Em 1980, após o rompimento de Luís Carlos Prestes com o partido, Maria Aragão, fiel ao líder, deixou a legenda após mais de três décadas de militância e aderiu à “Corrente Prestista”, grupo que passou a atuar em outras organizações de esquerda, como o PDT, partido ao qual Maria também se filiou.
Já septuagenária, manteve-se ativa na militância. Em 1983, participou da fundação da CUT no Maranhão, assumindo a tesouraria. Tornou-se referência ética no movimento sindical e engajou-se também no feminismo. Em 1985, ajudou a criar o Conselho Estadual dos Direitos da Mulher e, dois anos depois, fundou e presidiu a Associação Brasileira de Mulheres Médicas – Seção Maranhão, promovendo ações de saúde voltadas à população feminina.
Apesar de nunca disputar eleições, influenciava nos bastidores, apoiando jovens lideranças e integrando conselhos consultivos em administrações progressistas. Em 1989, foi homenageada pela escola de samba Favela do Samba, que desfilou com o enredo “A peleja contra o Dragão da Maldade: o sonho de Maria Aragão”. Aos 79 anos, ela participou do desfile, emocionada com o reconhecimento popular.
Mesmo idosa, seguiu atuante: em março de 1991, foi reeleita para a direção da CUT/MA. Contudo, sua saúde se deteriorava. Maria Aragão faleceu em 23 de julho de 1991, aos 81 anos, em São Luís. Viveu com simplicidade até o fim, sem bens materiais, sustentada por aposentadoria modesta e apoio de amigos.

## Obra Completa
Embora não tenha deixado livros autorais de teoria ou ficção, Maria Aragão produziu textos e depoimentos relevantes que podem ser listados como sua obra no sentido amplo, principalmente de caráter autobiográfico e jornalístico:
- Artigos e Editoriais no jornal Tribuna do Povo (década de 1950-1960): conjunto de textos (não compilados em volume único) assinados ou orientados por Maria Aragão enquanto diretora do periódico. Têm como temas principais a defesa de reformas sociais, críticas a políticos locais (Vitorino Freire e outros) e denúncias das condições de saúde e educação no Maranhão pré-1964.
- Depoimento autobiográfico em “Maria Aragão – 78 anos de vida, 43 de luta” (São Luís: Edição comemorativa, 1988): Texto narrado em primeira pessoa, onde Maria repassa memórias desde a infância até a idade de 78 anos. Publicado em uma revista comemorativa organizada por A. Salgado, contém reflexões pessoais e episódios marcantes narrados por ela própria, incluindo trechos sobre a perda da mãe e da filha, e mensagens às novas gerações.
- Depoimentos a Antônio Francisco – livro “A razão de uma vida” (São Luís: SIOM, 1992): Coletânea de entrevistas gravadas de Maria Aragão nos anos finais de sua vida, transcritas e organizadas pelo jornalista Antônio Francisco. O livro, lançado após sua morte, apresenta de forma cronológica o relato de Maria sobre sua trajetória, intercalado com perguntas do entrevistador. É considerado a autobiografia autorizada de Maria Aragão. Contém  capítulos como “Infância em Pindaré”, “Formação no Rio”, “Lutas no Maranhão”, “Cárcere e Tortura” e “Sonhos e Ideais”. [Publicado em edição limitada].
- Colaboração em “Maria por Maria – ou a saga da Besta-Fera nos porões do cárcere e da ditadura” (Org. Euclides Moreira Neto, São Luís: EDUFMA/Engenho, 2015,ISBN 9788578626228): Trata-se de uma publicação póstuma que reúne escritos autobiográficos e entrevistas concedidas por Maria Aragão a diversos interlocutores, incluindo trechos do depoimento de 1992 e textos inéditos encontrados em seus arquivos pessoais. Maria figura como coautora dos depoimentos. A obra documenta especialmente o período em que ela foi chamada de “besta-fera” e suas vivências na prisão durante a ditadura. Disponível em formato digital.
- Entrevistas e discursos transcritos em atas e anais: Ao longo das décadas, Maria concedeu entrevistas a jornais como O Imparcial, Jornal Pequeno e Alternativa (jornais maranhenses), bem como pronunciou discursos em congressos médicos e encontros sindicais. Muitos desses materiais não foram publicados como livros, mas alguns trechos constam em anais: por exemplo, “Concepção da Medicina segundo Maria Aragão” nos anais do XV Encontro Nacional da ABRAPSO (2005) contém extratos de falas dela sobre a relação médico-paciente e saúde pública. Essas falas, embora não organizadas por ela em obra, complementam o entendimento de seu pensamento.

## Reconhecimento
A médica teve sua vida retratada e foi homenageada no vídeo-documentário "Maria Aragão e Organização Popular", realizado pela Escola Nacional Florestan Fernandes. O DVD do documentário acompanha um livro e faz parte da segunda fase da série Realidade Brasileira, voltada para bibliotecas públicas, pontos de cultura e escolas públicas.
Em São Luís, foi inaugurado o Memorial Maria Aragão, em 2004, projetado Oscar Niemeyer, que abriga um acervo em sua homenagem, além da Praça Maria Aragão. 

## Cronologia (Linha do Tempo)
- 1910: Nascimento de Maria José Camargo Aragão em 10 de fevereiro, em Engenho Central, Pindaré-Mirim (MA). Família muda-se posteriormente para São Luís em busca de melhor educação.
- 1927: Conclui o curso Normal e o Ginasial (ensino secundário acelerado) no Liceu Maranhense, formando-se professora normalista aos 17 anos.
- 1934: Em julho, muda-se com a mãe doente para o Rio de Janeiroluizberto.com. Ingressa na Faculdade de Medicina da Universidade do Brasil (Rio) no final do ano.
- 1935-1941: Cursa Medicina no Rio. Enfrenta dificuldades financeiras durante a graduação. Provavelmente leciona e conta com auxílio familiar para se manter.
- 1942: Conclui a graduação em Medicina (dez/1942). Especializa-se inicialmente em Pediatria e começa a clinicar. Nasce sua filha Clarice.
- 1943: Transfere-se para atuar no Rio Grande do Sul como pediatra. Sofre preconceito como mãe solteira no ambiente médico.
- 1944: Perde a filha Clarice, de 2 anos, vítima de epidemia de disenteria. Abala-se emocionalmente e decide mudar de especialidade, optando por Ginecologia-Obstetrícia. Passa a frequentar reuniões do PCB no Rio.
- 1945: Participa de comício de Luís Carlos Prestes no RJ e filia-se ao PCB. Retorna ao Maranhão (final de 1945) com missão de organizar o partido no estado. Inicia intensa atividade política em São Luís e interior, integrando comitês da campanha do PCB nas eleições de dezembro.
- 1946: PCB tem forte atuação legal até sua cassação em 1947. Maria atua na Aliança Nacional Libertadora local e no movimento de mulheres (União Democrática Feminina). Continua atendimento médico gratuito em comunidades pobres de São Luís.
- 1947: O PCB é colocado na ilegalidade (outubro). Maria Aragão passa a atuar na clandestinidade.
- 1951: Ocorre a “Greve de Novembro” em São Luís contra Vitorino Freire. Maria Aragão, diretora do jornal Tribuna do Povo, é presa pela 1ª vez em 13 de novembro. Permanece cerca de 3 meses detida e é libertada em fevereiro de 1952 após pressão do PCB nacional e falta de provas.
- 1952-1953: Reorganiza o PCB clandestino no Maranhão. Sofre campanha difamatória de padres, mas ganha prestígio entre trabalhadores.
- 1954: Breve detenção (2ª prisão) por distribuição de panfletos. Libertada. Participa da articulação política contra Vitorino e apoia candidaturas oposicionistas nas eleições gerais.
- 1955-1959: Lidera movimentos por melhorias urbanas (água encanada, bonde) e funda associação no Bairro João Paulo. Atua no Sindicato dos Médicos (fundado em 1957) como conselheira. Em 1958, viaja a Brasília para entregar abaixo-assinado de trabalhadores maranhenses ao presidente JK, denunciando oligarquia local.
- 1962: Viaja à União Soviética para curso de formação política de longo prazo (Universidade dos Povos da URSS). Visita países do Leste Europeu.
- 1963: Retorna ao Maranhão. PCB cresce sob sua orientação; Maria Aragão participa de ligas camponesas e mobilizações pró-reformas de base.
- 1964: Golpe militar. Maria Aragão é presa em abril (3ª prisão) pelos militares locais e liberada semanas depois. Adota nome clandestino (“Doutora Joana”) e segue operando o PCB na semi-clandestinidade até 1968. Mantém consultório de ginecologia sob vigilância policial.
- 1968: Após AI-5 (dezembro), intensifica-se a repressão. Maria Aragão é presa em 1969 pela 4ª vez, interrogada e solta em poucos dias. PCB entra em hibernação organizativa; ela foca em ajudar perseguidos e criar rede de solidariedade com Igreja progressista.
- 1970: Consegue, pela primeira vez, um emprego formal na área médica: torna-se ginecologista na Liga Maranhense de Combate ao Câncer (Hospital Aldenora Belo). Também passa a atender no Posto de Saúde do bairro João Paulo. Continua militando discretamente, financiando materiais do PCB com seu salário.
- 1973: É presa pela 5ª vez em 17 de maio, em operação da Polícia Federal. Transferida para Fortaleza (CE) e torturada na prisão. Permanece encarcerada sem julgamento.
- 1978: Libertada em 8 de março, após 4 anos e 10 meses de prisão, graças à abertura política. Retorna fragilizada a São Luís, recuperando-se com apoio de amigos.
- 1979: Lei da Anistia. PCB volta à legalidade de fato, mas tensões internas aumentam. Maria retoma publicamente suas atividades, reaproximando-se de sindicatos e entidades.
- 1980: Ruptura no PCB – Maria deixa o partido e segue Prestes na Corrente Prestista. Sem organização partidária própria, aproxima-se do PDT.
- 1982: Filiou-se ao PDT (junto com Leonel Brizola e Jackson Lago) nessa época. Atua nos bastidores da campanha das Diretas Já (1984).
- 1983: Participa da criação da Central Única dos Trabalhadores do Maranhão (CUT/MA). Eleita primeira tesoureira da direção.
- 1985: Fim oficial do regime militar. Maria Aragão integra comitê pela nova Constituição. Funda o Conselho da Mulher Maranhense.
- 1987: Preside a recém-criada Associação Brasileira de Mulheres Médicas no Maranhão. Recebe título de Cidadã de São Luís pela Câmara Municipal.
- 1988: Homenagem de 78º aniversário – publicação de revista “Maria Aragão, 78 anos de vida” com depoimentos dela. Promulgação da Constituição traz esperanças que ela celebra em evento público.
- 1989: Samba-enredo “O Sonho de Maria Aragão” da Favela do Samba. Ela participa do desfile carnavalesco. Nesse ano, dá extensa entrevista a Antônio Francisco (que servirá de base ao livro póstumo).
- 1990: Segue ativa na CUT e PDT local. Visita escolas para palestras sobre cidadania.
- 1991: Em 23 de julho, falece em São Luís aos 81 anos.
- 2001: Fundação do Instituto Maria Aragão (IMA) em São Luís por amigos e admiradores.
- 2004: Inauguração do Memorial e Praça Maria Aragão, projetados por Oscar Niemeyer.
- 2010: Ano do centenário de Maria, diversas homenagens, incluindo exposição histórica e inserção de sua biografia na rede escolar do Maranhão como tema transversal de história e cidadania.
- 2014: Lançamento do documentário “Maria Aragão e a Organização Popular” (ENFF/Expressão Popular).
- 2015: Publicação do livro “Maria por Maria” (EDUFMA) contendo seu depoimento autobiográfico.
- 2016: Lançamento do livro “Uma subversiva no fio da história” (Emílio Azevedo) sobre sua vida.
- 2023: Aprovação no Senado do PL que a declara Heroína da Pátria, inscrevendo seu nome no Livro dos Heróis da Pátria. (Trâmite pendente na Câmara).
- 2025: Comemoração de 115 anos de seu nascimento. Maria Aragão permanece como referência histórica no Maranhão e no Brasil.